# Gerhard Schellmann
Gerhard Schellmann (* 10. Dezember 1957) ist ein deutscher Geograph.

## Leben
Nach der Erlangung des Doktorgrades an der Mathematisch-Naturwissenschaftlichen Fakultät der Universität Düsseldorf habilitierte sich Schellmann 1997 an der Universität Essen. Er war Inhaber des Lehrstuhls für Physische Geographie an der Universität Bamberg.
Seine Forschungsschwerpunkte sind die Quartärforschung, marine Terrassen und Glaziologie.

## Schriften (Auswahl)
- mit Ulrich Radtke: The marine Quaternary of Barbados. Köln 2004.
- Andine Vorlandvergletscherungen und marine Terrassen. Ein Beitrag zur jungkänozoischen Landschaftsgeschichte Patagoniens (Argentinien). Habilitationsschrift, Essen 1998.
- Fluviale Geomorphodynamik im jüngeren Quartär des unteren Isar- und angrenzenden Donautales. Düsseldorf 1990.
- Jungquartäre Talgeschichte an der unteren Isar und der Donau unterhalb von Regensburg. Diss., Düsseldorf 1988.